# Michelle Lang
Michelle Justine Lang (31 tháng 1 năm 1975, Vancouver, British Columbia – 30 tháng 12 năm 2009, Kandahar, Afghanistan) là một phóng viên đoạt giải thưởng của Calgary Herald và là nhà báo Canada đầu tiên chết trong chiến tranh Afghanistan.

## Nghề nghiệp
Sinh và trưởng thành tại Vancouver, Lang là cựu sinh viên Trường Trung học Magee và Đại học Simon Fraser. Công việc đầu tiên của cô với tư cách là phóng viên là làm việc tại Prince George Free Press. Sau đó cô chuyển sang Moose Jaw Times Herald và Regina Leader-Post, rồi sang Calgary để trở thành một nhà báo in cho Calgary Herald. Cô giành một Giải thưởng Báo chí Quốc gia năm 2008 cho bài báo cáo chiến thắng tốt nhất.

## Chết
Lang đang đi du hành trên một xe thiết giáp quân sự cùng một đoàn xe khi xe trúng một quả bom bên lề đường. Cô đang làm nhiệm vụ sáu tuần tới Afghanistan cho Herald và CanWest News Service. Bốn binh sĩ Canada cũng thiệt mạng trong vụ nổ này.